# Gérard Cornuéjols
Gérard Pierre Cornuéjols (1950) é um matemático francês, IBM University Professor of Operations Research da Universidade Carnegie Mellon.

## Formação e carreira
Cornuéjols bteve um Ph.D. em 1978 na Universidade Cornell, orientado por George Nemhauser, com a tese Analysis of Algorithms for A Class of Location Problems.
Foi editor-in-chief do periódico Mathematics of Operations Research de 1999 a 2003. Foi palestrante convidado do Congresso Internacional de Matemáticos em Pequim (2002).
Recebeu o Prêmio Frederick W. Lanchester de 1977, o Prêmio Fulkerson de 2000, o Prêmio Teoria John von Neumann de 2011.

## Livros
- Combinatorial Optimization: Packing and Covering (Society for Industrial and Applied Mathematics, 2001).[4]
- Optimization Methods in Finance (With Reha Tütüncü, Cambridge University Press, 2007).
- Integer Programming (With Michele Conforti and Giacomo Zambelli, Graduate Texts in Mathematics 271, Springer-Verlag, 2014).[5]